# Achilifunk Sound System
Achilifunk Sound System és un quartet català creat el 2015 per l'artista i dissenyador Txarly Brown.
Està format per Sam Mosketón, Lalo López, Rambo i el mateix Txarly Brown.
Forma un quartet de bases electròniques ballables i populars. Es tracta d'una proposta musical que explora fusionant rumba amb els ritmes negres dels anys 50 i 60 com el soul i el funk. Evoca la proposta inicial de Brown, anomenada Achilifunk, però se'n diferencia per disposar d'un format més reduït.
El seu primer disc va ser anomenat "Robot Caló" i va ser llançat l'any 2015.